# Semécourt
Semécourt là một xã trong vùng Grand Est, thuộc tỉnh Moselle, quận Metz-Campagne, tổng Maizières-lès-Metz. Tọa độ địa lý của xã là 49° 11' vĩ độ bắc, 06° 08' kinh độ đông. Semécourt có điểm thấp nhất là 167 mét và điểm cao nhất là 266 mét. Xã có diện tích 2,3 km², dân số vào thời điểm 1999 là 874 người; mật độ dân số là 380 người/km².

## Thông tin nhân khẩu
| 1962 | 1968 | 1975 | 1982 | 1990 | 1999 |
| ---- | ---- | ---- | ---- | ---- | ---- |
| 415  | 509  | 590  | 733  | 835  | 874  |